# Велика награда Бразила
Велика награда Бразила је трка у оквиру шампионата Формуле 1.
У сезони 2007. ВН Бразила се возила 21. октобра на аутодрому Жозе Карлос Паче крај градића Интерлагос, који се налази у близини Сао Паола.
Најбржи на стази је био Кими Рејкенен у Ферарију, који је том победом освојио и титулу најбољег возача у сезони 2007.

## Историја
Велика награда Бразила се вози од 1972. године, а од 1973. је била у званичном календару трка Формуле 1.
ВН се возила на стазама у Интерлагосу ('72.-'77., '79.-'80. i od '90. до данас) и у Рио де Жанеиру ('78. и '81.-'89.).
Од 2004. године ВН Бразила је трка која затвара сезону Формуле 1.
Иако по безбедносним критеријумима стаза у Интерлагосу не спада у најмодерније, на њој су се одиграле многе трке за памћење.
ВН Бразила је сматрана за домаћу стазу за многе бразилске возаче формуле 1:
- Аиртон Сена
- Нелсон Пике
- Емерсон Фитипалди
- Фелипе Маса
- Рубенс Барикело

и друге.

## Скорашње трке
Сезона 2007.
У сезони 2007. најбржи је био Кими Рејкенен у Ферарију, који је том победом освојио шампионску титулу.
Трка је била специфична пошто су пре трке (која је иначе била последња у сезони) чак тројица возача имала изгледе да освоје титулу:
- Луис Хамилтон (Макларен), 107 поена
- Фернандо Алонсо (Макларен), 103 поена и
- Кими Рејкенен (Ферари), 100 поена.

Возачи Ферарија, Рејкенен и Фелипе Маса су изванредном тимском вожњом одмах после старта оставили иза себе оба Макларена.
Хамилтон је због проблема са мењачем већ у почетним круговима спао на последњу позицију.
До краја је успео да се врати на 7. место, што му није било довољно.
Рејкенен је успео да током трке (у боксу) претекне Масу који је имао пол позицију на домаћој стази и који је водио од почетка трке.
Тако је финац успео да дође до шампионске титуле са свега бод предности над оба конкурента, иако је пред трку он имао најмање шанси.
Сезона 2008.
И у сезони 2008. ВН Бразила је одлучивала о шампиону формуле 1.
Пре трке шансе за победу су имали:
- Луис Хамилтон, Макларен, 94 поена
- Фелипе Маса, Ферари, 87 поена

Хамилтону је било потребно 5. место да би обезбедио титулу, а Маса је морао пред домаћом публиком да буде међу два најбржа возача да би уопште имао шансу за титулу.
Непосредно пред почетак трке је наишао један кишни облак, што је натерало тимове на промене гума и измену тактике.
Почетак трке је обележио мањи инцидент, који је резултовао крајем трке за Дејвида Култарда.
Култарду је ово иначе била последња трка у каријери, а његова кацига је била опремљена посебном камером која је требало да да спектакуларне снимке трке из возачеве перспективе (види спољашње везе).
Сама трка је протекла у знаку Масе, који је имао пол позицију и суверено владао трком до краја.
Неколико кругова пред крај, Маса је био водећи, али је Хамилтон био на 5. позицији што му је било довољно за титулу.
Ипак, још један кишни облак, након иначе суве трке, је поново натерао возаче на одлазак у бокс и донело ново узбуђење на стази.
У тренутку када је Маса прошао кроз циљ Хамилтон је био на 6. месту пошто га је у међувремену обишао Себастијан Фетел.
Изгледало је да ће Хамилтон и ове сезоне изгубити титулу за свега 1 поен.
Славље у Фераријевом боксу је почело, али су у скроз последњој кривини у сезони, Фетел и Хамилтон су обишли Тима Глока, који је возио са гумама за суво.
Тиме је енглез освојио пето место и титулу светског шампиона за 2008. годину.

## Победници трка
Возачи коју су подебљано означени такмиче се у шампионату Формуле 1 у текућој сезони.
Ружичаста позадина означава догађај који није био део светског шампионата Формуле 1.
| Победе | Возач              | Године победе                      |
| ------ | ------------------ | ---------------------------------- |
| 6      | Ален Прост         | 1982, 1984, 1985, 1987, 1988, 1990 |
| 4      | Карлос Ројтеман    | 1972, 1977, 1978, 1981             |
| 4      | Михаел Шумахер     | 1994, 1995, 2000, 2002             |
| 3      | Себастијан Фетел   | 2010, 2013, 2017                   |
| 3      | Луис Хамилтон      | 2016, 2018, 2021                   |
| 2      | Емерсон Фитипалди  | 1973, 1974                         |
| 2      | Нелсон Пике        | 1983, 1986                         |
| 2      | Најџел Менсел      | 1989, 1992                         |
| 2      | Аиртон Сена        | 1991, 1993                         |
| 2      | Мика Хекинен       | 1998, 1999                         |
| 2      | Хуан Пабло Монтоја | 2004, 2005                         |
| 2      | Фелипе Маса        | 2006, 2008                         |
| 2      | Марк Вебер         | 2009, 2011                         |
| 2      | Нико Розберг       | 2014, 2015                         |